# Agharta: The Hollow Earth
Agharta: The Hollow Earth là tựa game đồ họa 3D thuộc thể loại hành động, phiêu lưu kể về chuyến hành trình đến thành phố huyền thoại nằm sâu dưới lòng đất Agharta do hãng Aniware AB phát triển và được Egmont Interactive phát hành vào năm 2000.
Bản beta cho phiên bản lồng tiếng Đức của tựa game này được phát hành vào tháng 4 năm 2001.

## Cốt truyện
Lấy bối cảnh năm 1926, người chơi vào vai chàng phi công trẻ tuổi được cấp trên giao nhiệm vụ tìm kiếm một nhà khoa học nổi tiếng đã biến mất tăm hơi khi đang lưu lạc ở Bắc Cực.

## Lối chơi
Agharta: The Hollow Earth lấy cảm hứng từ thuyết âm mưu Trái Đất rỗng. Riêng về phần lối chơi thì noi theo thể loại game phiêu lưu trỏ và nhấp truyền thống. Trong quá trình chơi game, người chơi điều khiển nhân vật chính là chàng phi công trẻ tuổi cùng chú chó đốm nhỏ khám phá môi trường xung quanh để lấy vật phẩm và sử dụng chúng nhằm hoàn thành phần giải đố và tiếp tục tìm hiểu câu chuyện đến cùng. Cũng có đôi lúc người chơi sẽ phải dùng đến vũ khí có sẵn hoặc nhặt được dọc đường để tự vệ trước những sinh vật thù địch quanh đây.

## Bình phẩm
Chris Kellner của DTP Entertainment chuyên xử lý việc bản địa hóa game ở Đức, đã bật mí doanh số bán hàng trọn đời của tựa game này là từ 10.000 đến 50.000 bản trong khu vực.
Comrad của Absolute Games đã mô tả trò chơi này là một tựa game kinh điển nên là một phần không thể thiếu trong bộ sưu tập của người chơi. Nhà phê bình Michael Zacharzewski của Gry cho biết game đã đưa ra lời tuyên bố quan trọng với thế giới rằng Thụy Điển sở hữu cả một ngành công nghiệp phát triển trò chơi điện tử phát triển mạnh mà có thể vẫn còn bị nghi vấn vào lúc đó. Thorsten Wiesner của trang web Đức Golem nghĩ rằng câu chuyện của game khá hay với rất nhiều tiềm năng bị lãng phí. Game Guru ca ngợi phong cảnh âm thanh và âm nhạc của tựa game này. PC Player cho rằng thiết kế của trò chơi này không có tính sáng tạo và các câu đố thì rỗng tuếch.